# Lattes, Hérault
Lattes este o comună în departamentul Hérault din sudul Franței. În 2009 avea o populație de 15.804 de locuitori.

## Evoluția populației
| An        | 1975  | 1982  | 1990   | 1999   | 2006   | 2009   |
| --------- | ----- | ----- | ------ | ------ | ------ | ------ |
| Populație | 3.963 | 8.154 | 10.203 | 13.768 | 16.824 | 15.804 |